# Thérèse (prénom)
Pour les articles homonymes, voir Thérèse.
Thérèse est un prénom féminin français.

## Étymologie
D'origine incertaine, on le fait traditionnellement dériver du grec Thera, nom d'une île grecque (Santorin), à travers l'espagnol Teresa.

## Occurrence
En 2022, environ 76 542 Françaises portent ce prénom. L'année record d'attribution est 1930 avec 5 398 naissances. 2022 a vu naître 24 Thérèse.

## Histoire
Thérèse a probablement été introduit par l'Espagne où Teresa est attesté depuis le IVe siècle. C'est le nom de l'épouse de saint Paulin de Nole, originaire de l'île de Thera. Sa diffusion en France n'intervient qu'au XVIIe siècle, sous l'influence de sainte Thérèse d'Avila. Il devient très populaire au XIXe siècle et est très employé jusqu'à la fin des années 1930. Son plus grand succès suit la canonisation de Thérèse de Lisieux, en 1925. Après 1945 il tombe peu à peu en désuétude et devient très rare à partir de 1980.

## Articles sur Thérèse (prénom)
- Sœur Thérèse
- Soeur Therese.com
- Sœur Thérèse de l’Enfant Jésus et de la Sainte Face

## Variantes
- en allemand : Theresa, Theresia,
- en italien, espagnol, portugais, polonais : Teresa
- en Anglais : Theresa, Teresa, Treeza, diminutifs : Terri, Terrie, Tessa
- en hongrois : Terézia, Teréz
- Poitevin : Tarèse

## Saintes et bienheureuses

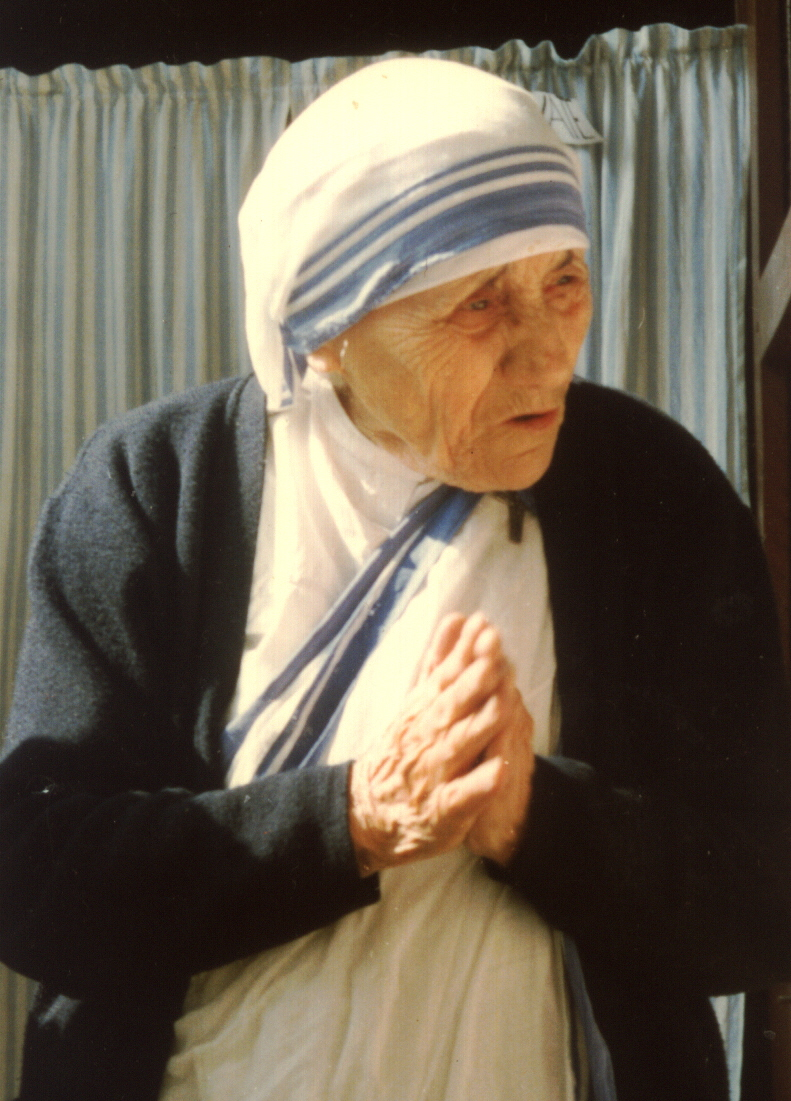
Mère Teresa, célébrée le 5 septembre
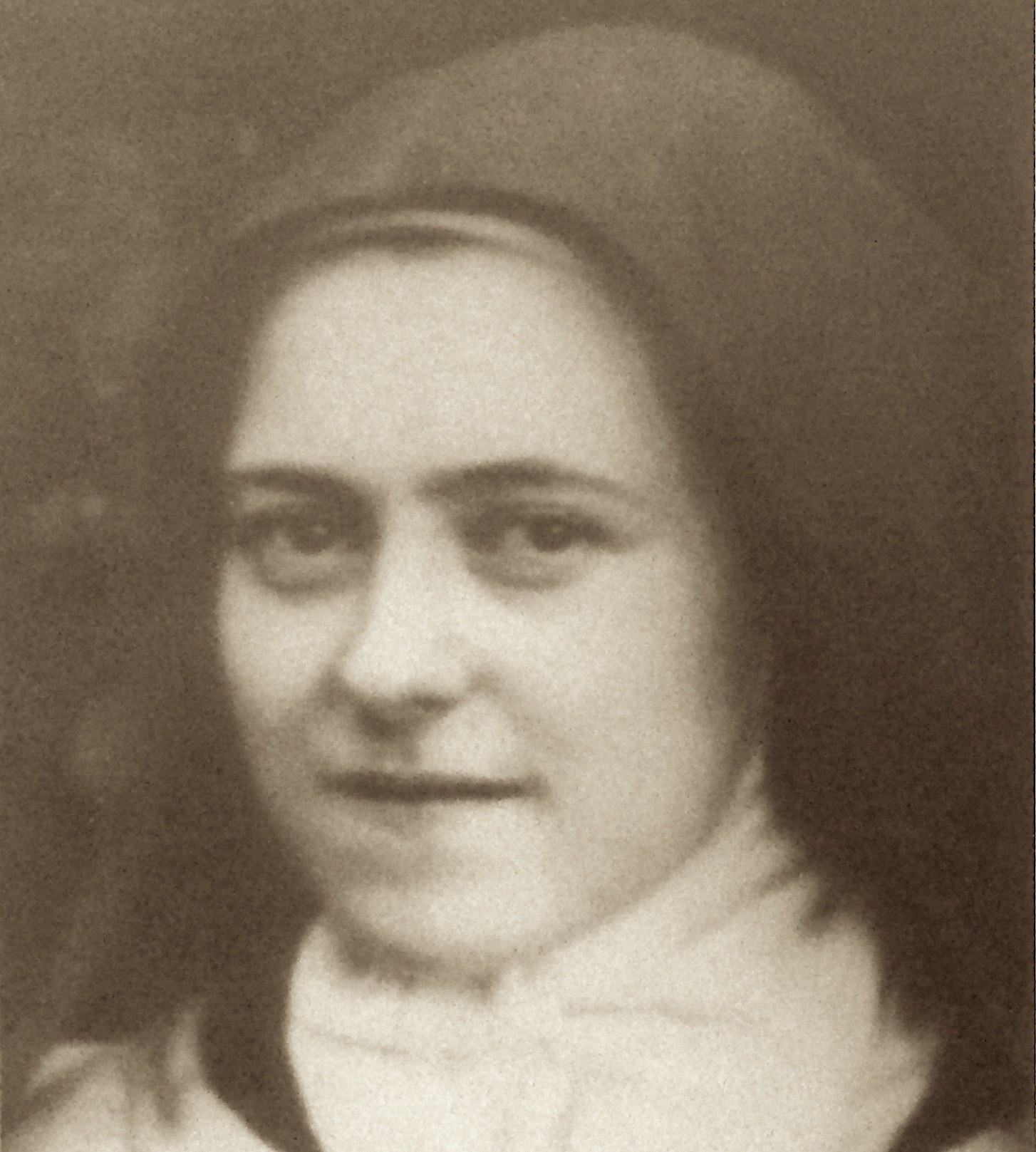
Thérèse de Lisieux, célébrée le 1er octobre
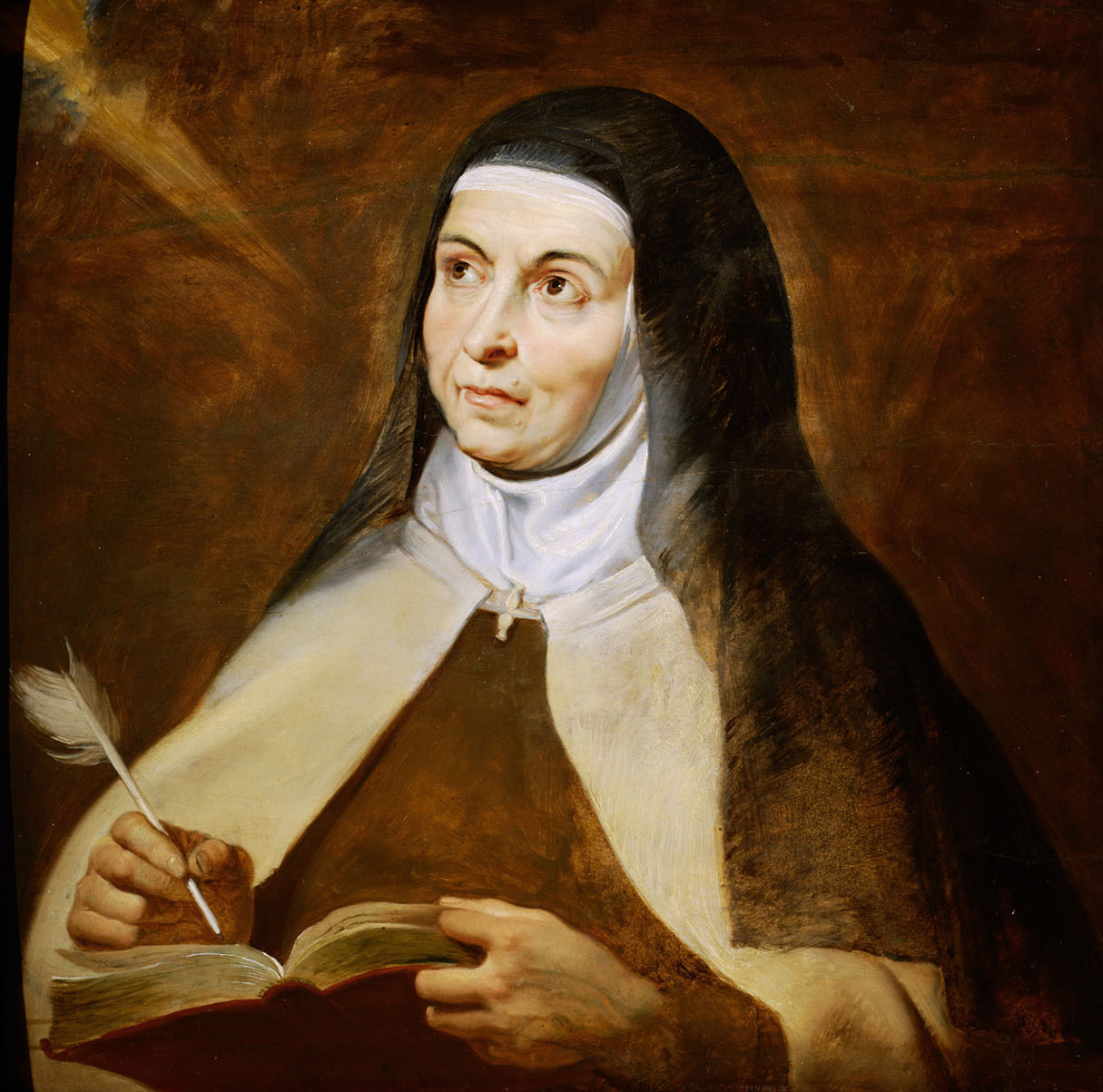
* Sainte Thérèse d'Ávila, célébrée le 15 octobre
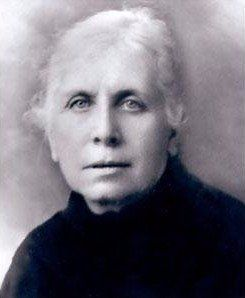
Teresa Fardella de Blasi, célébrée le 26 août

## Personnes célèbres

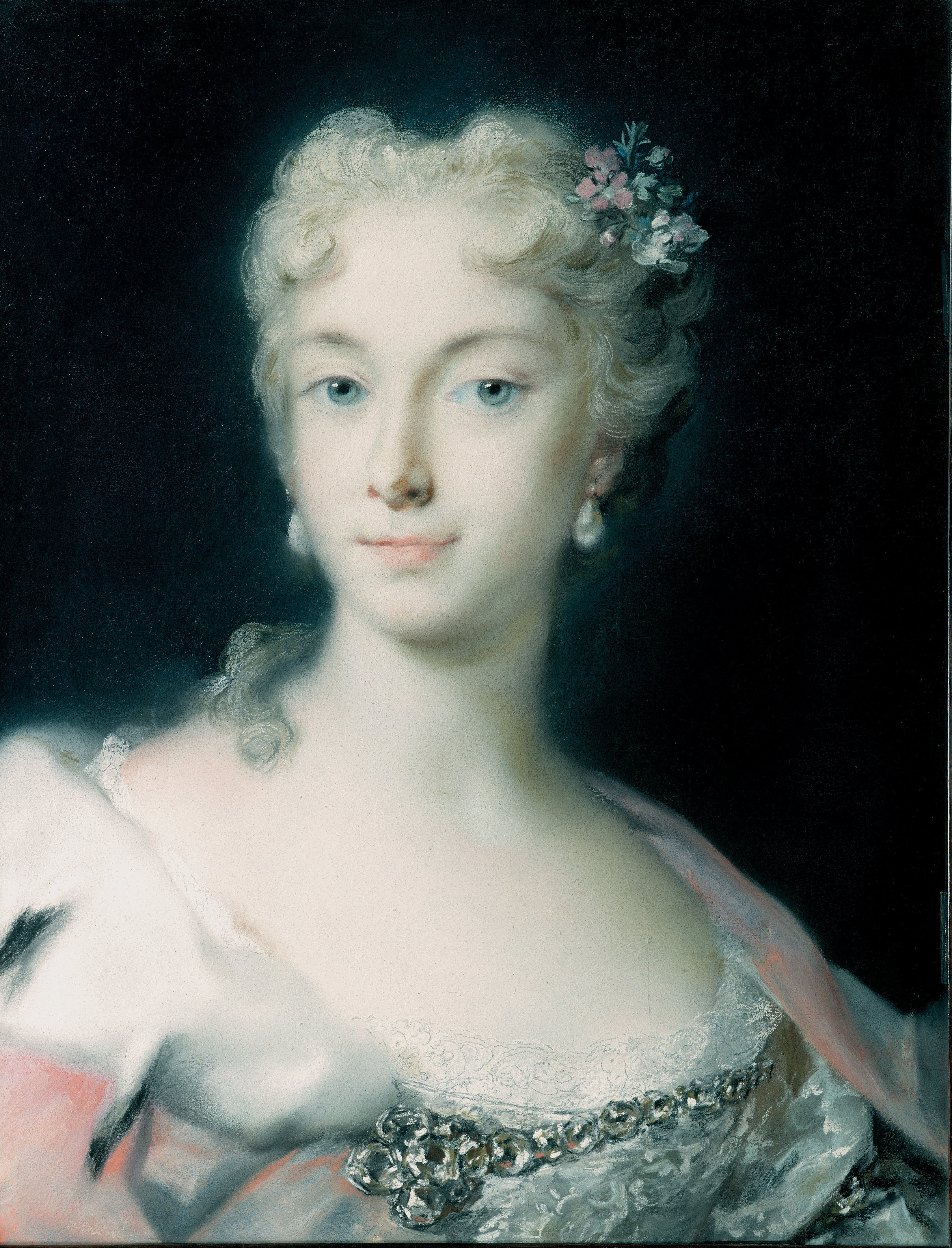
L'impératrice Marie-Thérèse (1717-1780), reine de Bohême et de Hongrie, archiduchesse d'Autriche surnommée "La Grande"

- Pour voir tous les articles sur les personnes portant ce prénom, consulter la liste générée automatiquement pour le prénom Thérèse.